# Joukov (ville)
Pour les articles homonymes, voir Joukov (homonymie).
Joukov (en russe : Жу́ков) est une ville de l'oblast de Kalouga, en Russie, et le centre administratif du raïon de Joukov. Sa population s'élevait à 11 986 habitants en 2013.

## Géographie
Joukov est arrosée par la rivière Ougodka, un affluent de la Protva. Elle est située à 12 km au sud-est d'Obninsk, à 62 km au nord-ouest de Kalouga et à 98 km au sud-ouest de Moscou.

## Histoire
Joukov a été fondée en XVIIe siècle. Elle a d'abord été connue sous le nom d'Ougodski Zavod (Уго́дский Заво́д) depuis 1656 en raison de la construction d'une usine sidérurgique. En 1974, elle fut renommée Joukovo (Жуково) en l'honneur de Gueorgui Joukov et reçut le statut de ville en 1997 et le nom de Joukov.

## Population
Recensements (*) ou estimations de la population
| 1959* | 1970* | 1979* | 1989* |
| ----- | ----- | ----- | ----- |
| 2 226 | 2 892 | 3 141 | 2 888 |

| 2002*  | 2010*  | 2012   | 2013   |
| ------ | ------ | ------ | ------ |
| 12 306 | 12 150 | 11 932 | 11 986 |

## Économie
La principale entreprise de Joukov est la société OAO Tekstilnaïa Firma Tekhnoteks (en russe : ОАО Текстильная фирма "Технотекс"), qui fabrique des tissus techniques et des tissus de coton. D'autres entreprises travaillent le bois, fabriquent des meubles, de l'amidon.

## Culture
Joukov abrite le Musée d'État Maréchal de l'Union soviétique G.K. Joukov (en russe : Государственный музей маршала Советского Союза Г.К. Жукова). Strelkovka, le village natal du maréchal Joukov se trouve à la limite sud de la ville.
Dans le village de Taroutino, situé à une quinzaine de kilomètres au nord-est de Joukov, le général Koutouzov avait son quartier général en 1812, pendant la guerre contre l'invasion française. On y trouve un mémorial, érigé en 1834, et un musée.

## Personnalité
- Gueorgui Joukov (1896–1974), maréchal de l'Union soviétique, né dans le village voisin de Strelkoka.